# 뇌동맥류
뇌동맥류(腦動脈瘤, 영어: brain aneurysm 또는 Intracranial aneurysm)는 뇌혈관 벽에 미세한 균열이 생기고 비정상적으로 부풀어오른 혈관 질환이다. 이 질환에 의해 사망한 인물로는 미국의 유명 가수인 로라 브래니건, 대한민국의 배우 강수연이 대표적이다. 뇌동맥류  예방에 좋은 브레인 푸드는 아보카도, 블루베리, 토마토, 달걀, 연어, 호두, 굴 등이다.

## 같이 보기
- 뇌경색
- 뇌졸중